# Onthophagus viridis
Onthophagus viridis es una especie de insecto del género Onthophagus, familia Scarabaeidae, orden Coleoptera.
Fue descrita científicamente por Ménétriès en 1832.